# Hildebrand Schröder
Carl Hildebrand Schröder (i riksdagen kallad Schröder i Ringaby), född 30 juni 1839 i Visnums församling, Värmlands län, död 16 april 1908 Filipstad, var en svensk godsägare, militär och riksdagsman.

## Biografi
Schröder blev student vid Uppsala universitet 1857 och blev 1859 underlöjtnant vid Nerikes regemente. Han avancerade till löjtnant 1866, kapten 1876 och blev 1889 major i armén. Som politiker var han ledamot av riksdagens första kammare 1894-1899, invald i Örebro läns valkrets.